# Aalsum
Aalsum (westfriesisch Ealsum) ist ein Dorf in der Gemeinde Noardeast-Fryslân in der niederländischen Provinz Friesland. Es befindet sich nördlich von Dokkum und hat 115 Einwohner (Stand: 1. Januar 2024).

## Geschichte

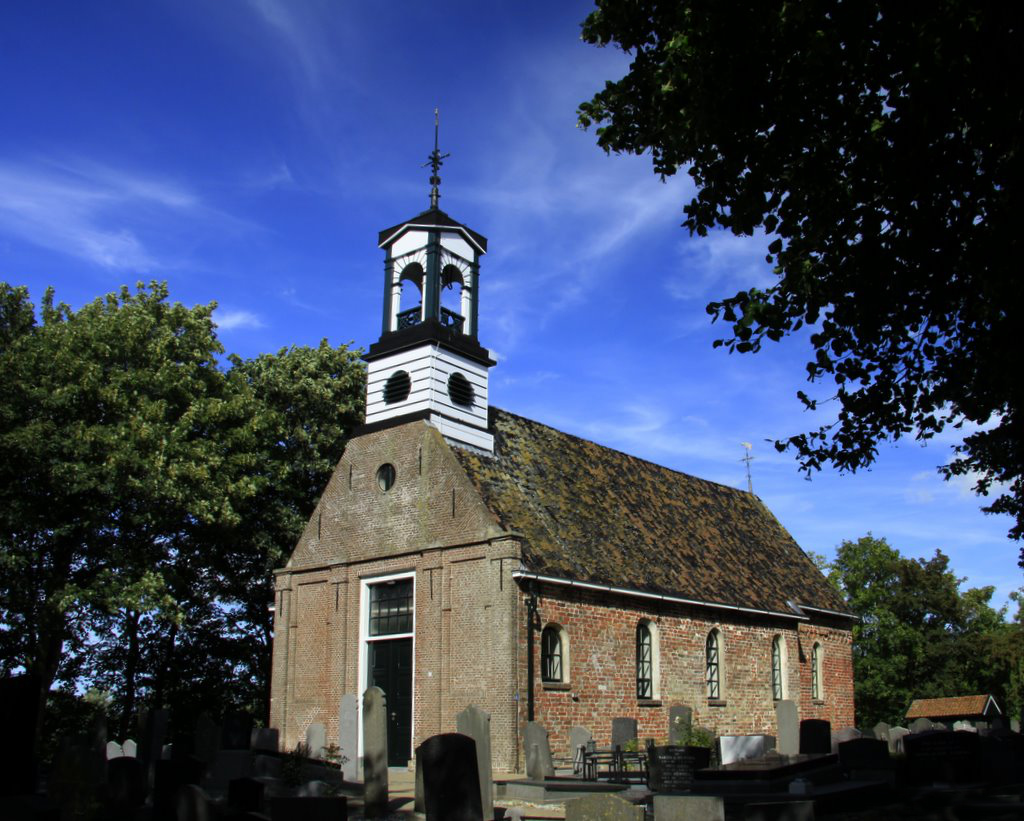
Kirche von Aalsum

Aalsum wurde auf einer Warft erbaut, welche aber schon teilweise abgetragen ist. In Aalsum steht eine Kirche aus dem Jahr 1200, die Katharina von Alexandrien gewidmet ist.

## Bevölkerungsentwicklung
| Jahr      | 1999 | 2002 | 2003 | 2004 | 2008 | 2017 |
| Einwohner | 153  | 161  | 161  | 162  | 150  | 125  |